# Ян Карстенс
Ян Карстенс (Карстенсзон) (на нидерландски: Jan Carstenszoon или Jan Carstensz) e холандски мореплавател и пътешественик-изследовател от XVII век.

## Експедиционна дейност (1623)
В началото на юли 1622 г. холандските власти в Батавската република са силно обезпокоени от необичайно произшествие. 45 англичани с две лодки се добират до Батавия от „Земя Ендрахт“, където е потънал корабът им. Рапортът на двамата капитани Томас Брайт и Джон Брук е публикуван чак през 1934 г., от който става ясно, че корабът „Трейл“ се е разбил на рифовете близо до островите Монтебело северно от Северозападния нос на Австралия. Англичаните не извършили никакви нови открития, но фактът, че се появяват в „холандски“ води е възприет в Батавия и в Амстердам с голяма тревога. Генерал-губернаторът Ян Питерсзон Кун срочно разработва проект за голяма експедиция, която трябва да изследва тази земя, назована от холандците Зейдланд (Южна земя).
През следващата 1623 г., по поръчение на Холандската източно-индийска компания, са оборудвани два кораба „Пера“ и „Арнем“ и за водач на експедицията е назначен Ян Карстенс. От 9 февруари до 20 март 1623 открива участъци от югозападния бряг на Нова Гвинея от 134º 30` и.д. до нос Валс (8°30′ ю. ш. 137°30′ и. д. / 8.5° ю. ш. 137.5° и. д.) на остров Колепом, а от 20 до 29 март – южния бряг до 141º и.д. По време на плаването във вътрешността на гигантския остров моряците откриват успоредни на брега планини, с увенчани със сняг върхове. Един от върховете в Снежните планини се нарича Карстенс Топен (връх Карстенс). Двата кораба преминават покрай западния вход на Торесовия проток без да го забележат и продължават покрай открития 17 години по-рано от Вилем Янсзон западен бряг на п-ов Кейп Йорк. Карстенс, както и Янсзон, не подозират за съществуването на протока и предполагат, че брега покрай който плават на юг е част от Нова Гвинея. От 12 до 26 април плава покрай открития от него западен бряг на п-ов Кейп Йорк между 11º45` – 17º08` ю.ш., като открива устието на река Статен (16º 28` ю.ш.).
На 14 април по време, когато наливат вода, моряците се срещат с местните аборигени и Карстенс ги описва по следния начин:
| „ | Тази земя е суха и бедна, тук няма никакви плодни дървета или растения, от които човек може да извлече изгода. Прясната вода е малко, а там където я има, трябва да черпи като се копаят ями... Хората тук са варвари и мажат лицата и телата си с черна боя. Ходят голи, като само на главата и на шията имат плетени мрежи, които ползват за да добиват прехраната си, а главното им ядене са разни вонящи корени, които изкопават от земята... Ние видяхме много различни колиби от суха трева и много кучета, патки, водни кокошки и други диви птици, тук има много вкусна риба, която не се ползва от туземците за храна. Местните жители не знаят стойността на златото, среброто, калая, желязото, оловото и медта, а също мускатовия орех, карамфила и пипера – всичко това ние им го показвахме, но те го отминават без внимание... Оръжието им се състои от щитове, копия и тояга дълга около 1,5 сажена от леко дърво или тръстика, с наконечници от риби или човешки кости. Мятат своите копия, като използват специално приспособление – парче дърво с дължина 0,5 сажен, в края на което закрепят кукичка. | “ |

На 8 май холандците водят престрелка с друго австралийско племе. Скоро шкиперът на другия кораб „Арнем“ Вилем ван Колстер самоволно се отлъчва от Карстенс и на 14 май се завръща на Молукските о-ви, като по пътя открива североизточния полуостров на п-ов Арнхемлънд в Северна Австралия с нос Арнем (12°15′ ю. ш. 137°00′ и. д. / 12.25° ю. ш. 137° и. д.), о-вите Уессел (11°15′ ю. ш. 136°30′ и. д. / 11.25° ю. ш. 136.5° и. д.) и залива Арнем (12°15′ ю. ш. 136°15′ и. д. / 12.25° ю. ш. 136.25° и. д.). Карстенс с „Пера“ се завръща на остров Банда на 8 юни и открития от двамата огромен залив между п-ов Арнхемлънд на запад и п-ов Кейп Йорк на изток е наименуван на тогавашния генерал-губернатор на Холандска Индия Питер де Карпентие – Карпентария.